# Justin Elie
Justin Elie   (Cap-Haïtien, 1 de setembre de 1883 - 3 de desembre de 1931) va ser un compositor i pianista haitià. Va ser un dels compositors més coneguts fora d'Haití.
Justin Elie va néixer a Cap-Haïtien. Va estudiar piano amb Ermine Faubert de 1889 a 1894 i es va incorporar a la "Institution Saint-Louis de Gonzague" a Port-au-Prince el 1894. El 1895, va emigrar a França i es va matricular al "Cours Masset", una escola preparatòria per al Conservatori de París. Coneix a Anton-François Marmontel abans de morir el 1898. El 1901, Justin Elie va ser admès al Conservatori de París. Va estudiar amb Bériot el piano, Émile Pessard per a l'harmonia i Paul Vidal per a la composició musical.

## Torna a les Amèriques
El 1905 va tornar a Haití, on va conèixer al seu col·lega Ludovic Lamothe, compositor i músic com ell, amb el qual tocarà i farà un recorregut per les grans ciutats.

## Amèrica Llatina
El 1909 i el 1910, va recórrer Amèrica Llatina i va pronunciar recitals en moltes de les illes del Carib (Cuba, Curaçao, Jamaica, Puerto Rico, Sant Tomàs) i Amèrica del Sud (Veneçuela). El 1916, també va gravar el seu propi Dance Tropical en el rotllo de piano per al sistema de duo-art "Aolian Company of New York".
Igual que Ludovic Lamothe, Justin Elie re introduïa la memòria. Es va convertir en un símbol nacional i una forma de resistència a l'ocupació dels Estats Units, el país va patir des de 1915. Ludovic Lamothe va partir de les arrels africanes per expressar la merenga, mentre que Justin Elie es va dirigir al passat amerindi de Saint-Domingue. Va compondre diversos méringues: Le Chant du Barde Indien et La Mort de l'Indien (Cançó del bard indi i La mort del Indià). El 1920, va compondre Méringue Populaire. La influència de Vodou també està present en les composicions d'Elie, com en Cléopâtre, un drama de poesia ambientat en quatre matrius.

## Estats Units
El 12 de setembre de 1922, Elie va deixar Haití cap als Estats Units i es va establir a Nova York. Va contactar amb els editors de música i va publicar noves particions, com Légende Créole, Prière du soir, Invocació núm. 2; Ismao-o !; Les Chants de la montagne nº 1; Nostalgie: Les Chants de la montagne núm. 2; Nocturn: Les Chants de la montagne núm. 3; Kiskeya. Les adaptacions d'Elie de les melodies haitianes en miniatures el van portar a diverses actuacions en sales de concerts internacionals, sobretot a la sala Carnegie on va actuar amb el seu ballet de duet anomenat Hasoutra el 1923. El 1925, va compondre els fotogrames de pel·lícules mudes, inclosa The Phantom of the Opera (Somers), i el 1931, el genèric d'un programa de ràdio de Nova York, The Lure of the Tropics. Elie va morir sobtadament d'una hemorràgia cerebral el 3 de desembre de 1931 quan componia Fantaisie Tropicale a la ciutat de Nova York. El seu cos va ser retornat a Haití.

## Treballs més notables
- Suite Babylon: 1. Pas des Odalisques (orquestra). Arrengament: C. J. Roberts. Edition: Carl Fischer (1925)
- Suite Babylon: 2. Bayaderes (orquestra). Arrengament: C. J. Roberts. Edition: Carl Fischer (1925)
- Suite Babylon: 3. La reine de la nuit (orquestra). Arrengament: C. J. Roberts. Edition: Carl Fischer (1925)
- Suite Babylon: 4. Orgie (orquestra). Arrengament: C. J. Roberts. Edition: Carl Fischer (1925)
- Firefly Fancies (orquestra). Edition: Carl Fischer (1929)
- La Nuit des andes (orquestra). Edition: Carl Fischer (1930)
- Isma-o!: Les chants de la montagne No. 1 (orquestra). Arrengament: C. J. Roberts. Edition Carl Fischer (1922)
- Melida (A Creole Tropical Dance) (orquestra). Arrengament: C. J. Roberts. Edition Carl Fischer (1927)
- Prière du soir (L'invocation No. 2) (orquestra). Arrengament: C. J. Roberts. Edition Carl Fischer (1922)